# Георг Рюквардт
Георг Рюквардт (нім. Georg Rückwardt) — німецький офіцер, гауптман люфтваффе. Кавалер Німецького хреста в золоті.

## Нагороди
- Медаль «За вислугу років у Вермахті» 4-го класу (4 роки) (16 квітня 1937) — як лейтенант 4-ї батареї 1-го дивізіону 7-го зенітного полку.
- Нагрудний знак «За поранення»
  - в чорному (9 вересня 1939) — як обер-лейтенант 1-ї батареї штабного дивізіону 22-го зенітного полку.
  - в сріблі
- Залізний хрест
  - 2-го класу (22 вересня 1939) — як обер-лейтенант 1-го дивізіону 22-го зенітного полку.
  - 1-го класу (9 серпня 1941) — як обер-лейтенант 4-ї батареї 1-го дивізіону 64-го зенітного полку.
- Медаль «У пам'ять 1 жовтня 1938» із застібкою «Празький град» (листопад 1939)
- Нагрудний знак зенітної артилерії люфтваффе (25 березня 1942) — як гауптман 4-ї батареї 1-го дивізіону 64-го зенітного полку.
- Орден Корони Румунії, великий офіцерський хрест (15 січня 1943)
- Медаль «Хрестовий похід проти комунізму» (Румунія) (29 червня 1943)